# Jean Rougier
Jean Rougier (* 2. Juli 1885 in Cahors; † 28. Juli 1952 ebenda) war ein französischer Politiker der SFIO. Von 1950 bis 1952 war er Abgeordneter der Nationalversammlung.

## Leben und Werdegang

### Frühes Leben und Beginn der politischen Laufbahn
Rougier studierte Medizin und begann eine Berufslaufbahn als Chirurg. Als 1914 der Erste Weltkrieg begann, wurde er ins Militär einberufen und wurde 1917 im Rahmen der Kampfhandlungen verwundet. Für seine Verdienste erhielt er später das Croix de guerre und wurde in die Ehrenlegion aufgenommen. Nach dem Krieg wurde er zum Chefarzt der chirurgischen Abteilung am Krankenhaus in seiner Heimatstadt Cahors. 1925 stieg er in die Politik ein, als er für den Kanton Luzech in den Generalrat des Départements Lot gewählt wurde. 1935 erweiterte er seine politische Tätigkeit mit dem Einzug in den Gemeinderat von Cahors und 1937 wurde er zum Vizepräsidenten des Generalrats gewählt.

### Zweiter Weltkrieg
Als Frankreich während des Zweiten Weltkriegs von deutschen Truppen besetzt war, beteiligte sich Rougier am Widerstand gegen die Besatzer, indem er Widerstandskämpfer wie die Maquisards medizinisch versorgte. Dazu stellte er militärische Bescheinigungen aus, um Landsleute vor Zwangsarbeit im Service du travail obligatoire zu bewahren. Für seine Leistungen wurde er mit der Médaille de la Résistance ausgezeichnet und in der Ehrenlegion auf den Grad eines Kommandeurs gehoben. Dem Vichy-Regime blieben seine Aktivitäten für die Untergrundbewegung verborgen und es wollte den Mediziner 1942 sogar in seinen Nationalrat aufnehmen, was jedoch wegen der jüdischen Herkunft seiner Frau wieder zurückgenommen wurde.

### Tätigkeit in der nationalen Politik
Nach der Befreiung Frankreichs wurde Rougier 1945 erneut in den Generalrat des Départements Lot gewählt, in dem er von da an bis Oktober 1951 als Präsident den Vorsitz innehatte. Bei den Wahlen zur zweiten verfassungsgebenden Nationalversammlung im Juni 1946 trat er auf der Liste der sozialistischen Partei SFIO an, schaffte als Drittplatzierter im Département Lot nicht den Einzug ins Parlament. Bei den ersten regulären Parlamentswahlen im November desselben Jahres war er Listenzweiter, doch die Sozialisten konnten lediglich einen Sitz erringen. 1948 kandidierte er ebenfalls erfolglos für den Rat der Republik. Weil der Abgeordnete Georges Archidice am 17. Oktober 1950 von seinem Mandat zurücktrat, schaffte er mit damals 65 Jahren als Nächstplatzierter auf der Liste doch noch den Einzug in die Pariser Nationalversammlung. Dort beschäftigte er sich in Kommissionen mit wirtschaftlichen Angelegenheiten, Familie, Bevölkerung und Gesundheitsfragen. Hinzu kam eine Mitgliedschaft in einer Kommission für die Aufarbeitung des Faschismus. 1951 musste er sich bei den Parlamentswahlen zur Wiederwahl stellen und war dieses Mal als Listenerster der Sozialisten gesetzt. Er schaffte die Wiederwahl und setzte seine Arbeit in der Nationalversammlung fort, auch wenn er seit 1951 unter einer Krankheit litt. An deren Folgen starb Rougier, der bis zuletzt seine politische Funktion ausführte, im Juli 1952 mit 67 Jahren. Das Krankenhaus seiner Heimatstadt Cahors, wo er langjährig gearbeitet hatte, wurde nach ihm benannt.